# Iris reticulata
Iris reticulata behoort tot de lissenfamilie. Het is een kleine, vroegbloeiende iris. De plant bloeit van half februari tot eind maart met blauwe, geurende bloemen. Deze soort is afkomstig uit de Kaukasus en Palestina en groeit daar hoog in de bergen. De plant vormt een bol.
De bloem bestaat uit zes bloembladen, die vanonder met elkaar vergroeid zijn tot de bloemdekbuis. Er zijn drie meeldraden, waarvan de helmdraden zijn vergroeid met de bloemdekbuis. Het vruchtbeginsel is onderstandig. De meeldraden zijn eerder rijp dan de stamper (protandrisch).
In Nederland en België wordt deze soort gebruikt in rotstuinen en borders. Ook worden ze gebruikt in bloemstukjes.
... · 
I. ensata (Japanse iris) · 
I. germanica (Blauwe lis) · 
I. latifolia · 
I. lutescens · 
I. pseudacorus (Gele lis) · 
I. pumila · 
I. reticulata · 
...